# Esfingobacteris
La classe esfingobacteris (Sphingobacteria) es compon d'un únic ordre de bacteris mediambientals (Sphingobacteriales) que són capaços de produir esfingolípids.

## Famílies
Família Sphingobacteriaceae

   Sphingobacterium

   Pedobacter

Família Saprospiraceae

   Saprospira

   Haliscomenobacter

   Lewinella

Família Flexibacteraceae

   Flexibacter

   Cyclobacterium

   Cytophaga

   Dyadobacter

   Flectobacillus

   Hymenobacter

   Meniscus

   Microscilla

   Runella

   Spirosoma

   Sporocytophaga

Família Flammeovirgaceae

   Flammeovirga

   Flexithrix

   Persicobacter

   Thermonema

Família Crenotrichaceae

   Crenothrix

   Chitinophaga

   Rhodothermus

   Toxothrix